# Waduk Kedungombo
Waduk Kedungombo är en reservoar i Indonesien.   Den ligger i provinsen Jawa Tengah, i den västra delen av landet, 500 km öster om huvudstaden Jakarta. Waduk Kedungombo ligger 85 meter över havet. Arean är 37 kvadratkilometer. Omgivningarna runt Waduk Kedungombo är en mosaik av jordbruksmark och naturlig växtlighet. Den sträcker sig 11,9 kilometer i nord-sydlig riktning, och 10,9 kilometer i öst-västlig riktning.